# ژوروتسی
ژوروتسی (به لاتین: Dzhurovtsi) یک منطقهٔ مسکونی در بلغارستان است که در شهرستان دریانوو واقع شده‌است.